# Men-I-Naugrim
En el Universo Imaginario de Tolkien Men-I-Naugrim, en Élfico, o Camino de los Enanos, en Lengua Común, es un camino ubicado a unas 40 millas al sur de La Carroca, que cruzaba el Bosque Negro y el Anduin, hacia Rhovanion
En la época en la que el mal no había invadido al Bosque Verde, este camino era la principal vía de comunicación entre las Montañas Nubladas y las Tierras del Este. Construido en la Primera Edad del Sol, se creía que comunicaba, originalmente, Khazad-dûm con todas las posesiones enanas del este y norte del Bosque Verde.
En la Segunda Edad; comunicó Imladris, por el Paso Alto, luego de trasponer el “Vado Viejo”, que cruzaba el Anduin, con el Este. Muy usado en la Primera, Segunda y parte de la Tercera Edad del Sol (hasta que Sauron se apoderó del Bosque Negro) por elfos silvanos, hombres y Enanos, que comerciaban con los Hombres de Esgaroth y los Hombres del Norte. Corría de oeste a este, casi en línea recta, por casi doscientas millas y se calcula que llegaba hasta las Colinas de Hierro; cruzando el Celduin por un puente construido por los Enanos; del que en la Tercera Edad no existía el menor rastro. 
A fines de la Segunda Edad los Ejércitos de la “Última Alianza” usaron el camino para enfrentar a Sauron en Dagorlad y cruzaron el Anduin por un puente de piedra que se cree construyeron los enanos en la Primera Edad, para comunicar sus posesiones septentrionales con las meridionales.
Cuando los Orcos se enseñorearon de las Montañas Nubladas y Sauron adoptó la identidad del Nigromante ocupando Dol Guldur, y por ello trayendo el mal al Gran Bosque; ese camino fue prácticamente abandonado y “(...)estaba cubierto de maleza y abandonado por el extremo oriental, y llevaba además a pantanos impenetrables, donde los senderos se habían perdido hacia tiempo...” Beorn desaconsejó a la Compañía de Thorin tomar ese camino en su viaje a Erebor, por lo peligros que entrañaba y porque los alejaba demasiado de la Montaña Solitaria.

## Etimología del nombre
Conocido como “Camino Viejo del Bosque”, o Men-I-Naugrim, “Camino de los Enanos” del Sindarin men: camino, carretera; raíz MEN; In: “de los”; (pierde una n por mutación nasal al unirse con la siguiente palabra comenzada en N) Naugrim “Enanos”, como raza, es decir Naug (originalmente significaba “los menguados”) y -rim (sufijo que significa “Pueblo, Raza”), raíz NAUK y RIM.